# Mangshanyegan
Espèce
Le mangshanyegan (Citrus mangshanensis S. W. He & G. F. Liu) est une des espèces de mandarine (C. reticulata Blanco) sauvage des montagnes du Mangshan (700 m d'altitude), dans le Hunan, en Chine. Depuis la fin du XXe siècle de nombreux génotypes de mandarines sauvages chinoises ont été signalés, C. mangshanensis est l'un d'entre eux avec Daoxian (C. daoxianens), Suanpangan, Yuanju, la semi-domestiquée Huapiju, d'autres mandarines locales Kuigan, Choupigan, et enfin les Tachibana. La recherche actuelle travaille à élucider leur phylogenèse. Il a été décrit pour la première fois par Liu et al. dans Acta Bot. Yunnan en 1990.  

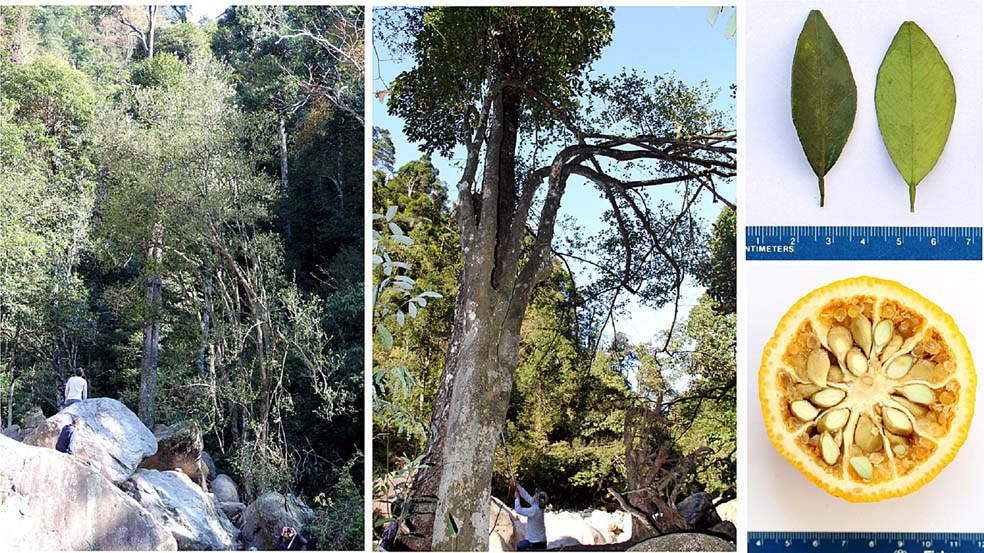
Arbre, fruit, graines et feuille de C. mangshanensis (accession MS3 de Lun Wang et al. 2018) provenant de la montagne Mangshan,

Cette plante est inscrite dans la Liste nationale des principales plantes sauvages protégées de Chine, niveau 2 (arrêté du 7 août 2021)[réf. nécessaire].   

## Dénomination

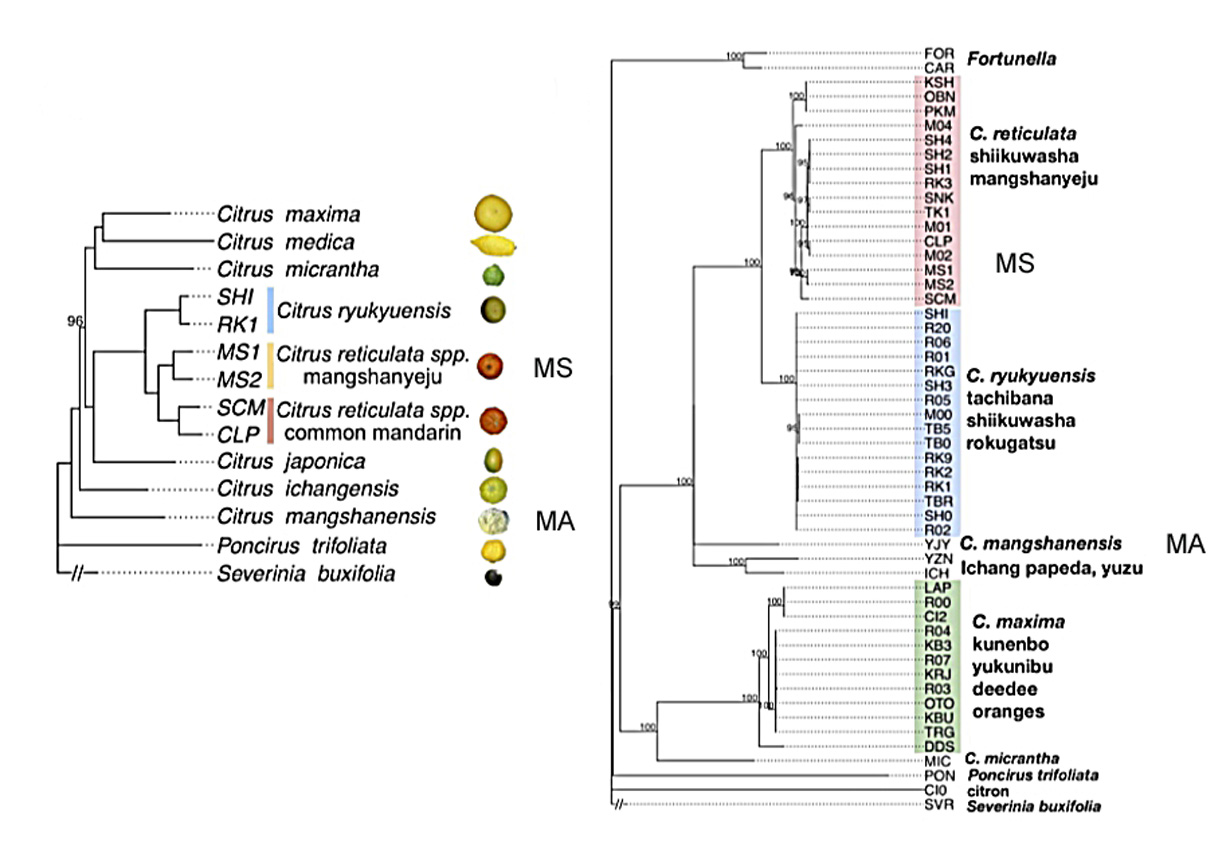
divergence entre les mandarines (MA) dont fait partie Mangshanyegan, et la sous-espèce Mangshanyeju MS

Il existe un risque de confusion entre    
- C. mangshanensis SW He & GF Liu (1990), en chinois 莽山野柑 (Mǎngshān yě gān) mandarine 柑 (gān) sauvage du Mangshan (avec 野 (yě) sauvage et 莽山 (Mǎngshān) Mangshan) dans les montagnes Wuling, comté de Yizhang, Chenzhou, province du Hunan) qui est une sous-espèce distincte de la mandarine primitive (C. reticulata) et
- 莽山野橘 (Mǎng shānyě jú) mangshanyeju 橘 (jú) agrume du Mangshan, montagnes de Nanling qui est une espèce distincte. Wu, Sugimoto et al. (2021) l'ont décrite, elle a divergé des mandarines ancestrales il y a entre 1,4 et 1,7 million d'années, ils ont mis en évidence son importance dans l'apparition des hybrides modernes (le yuzu par exemple)[7].

Le même nom ayant été utilisé pour les 2 plantes, la confusion entre les deux quasi homonymes est fréquente, par exemple l'encyclopédie chinoise en ligne nomme 莽山野橘 (Mǎng shānyě jú) C. mangshanensis ce qui constitue une source d'incertitude.   
Citrus changshanensis, le huyou est un hybride cultivé de C. maxima et C. sinensis principalement produit dans le Changshan, province du Zhejiang.   

## Histoire
Jusqu'à 2007 Iqrar A. Khan rapporte que C. mangshanensis serait une transition mandarine - ichang papeda. En 2009, Li Runtang et al. proposent de classer 莽山野柑 (Mǎng shānyě gān) comme C. nobilis Lour et 莽山野橘 (Mǎng shānyě jú) comme C. reticulata Blanco. En 2013, Cuihua Liu, Dong Jiang et al. ont l'idée féconde d'établir une chimiotaxonomie des génotypes d'agrumes à partir des composés volatils de l'huile essentielle du zeste de fruit. Dès cette époque ils montrent que Mangshanyegan contient des composés volatils similaires à ceux du pomelo (C. maxima), résultat étayé par l'analyse en composantes principales. Selon ces auteurs 3 échantillons sur 4  de Mangshanyegan sont voisins de Tachibana. 
En 2016, Lun Wang et al. publient un travail fondateur sur les mandarines sauvages et cultivées, ils les situent dans un échantillon de 22 agrumes sauvages primitifs du Mangshan, ils montrent l'importante diversité des mandarines sauvages, et leur éloignement génétique des mandarines cultivées. Ils écrivent que «C. mangshanensis Liu et al., 1990  est distinct [de C. reticulata] et ressemble davantage à une espèce d'agrumes sauvages trouvée dans la région nommée Yuanju». En 2021, Wu, Sugimoto et al. retracent l'origine des allèles d'apomixie dans les mandarines sauvages primitives mangshanyeju qui ont un rôle central dans l'apparition des agrumes actuels via introgression adaptative.  

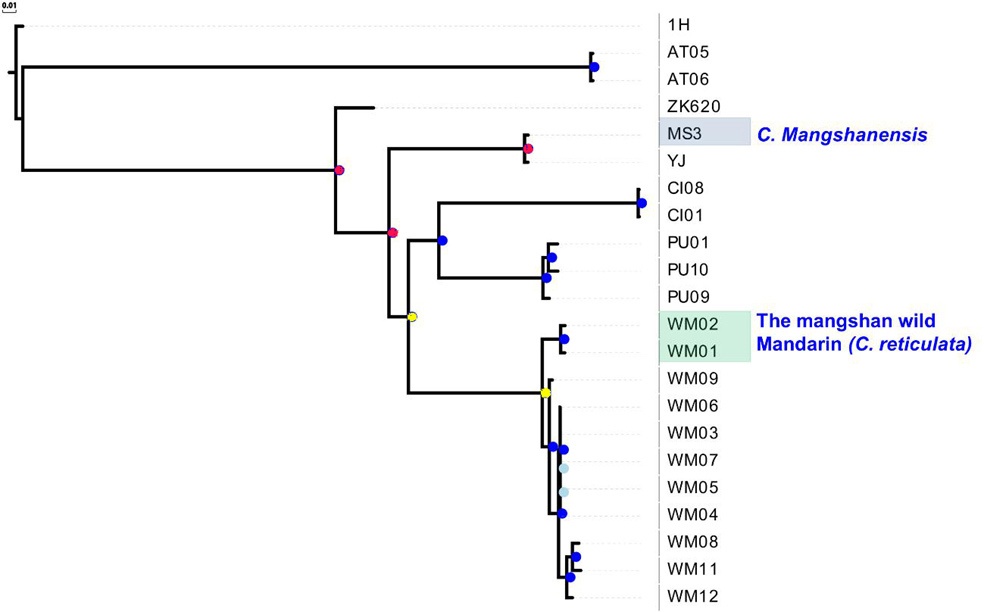
Wang et al (2018) décrivent les événements de divergence nettement distincts - en rouge et en jaune - des mandarines du Mangshan

## Morphologie
Grand mandarinier arborescent sempervirent, tronc à écorce gris clair ou brune, épineux, rameaux recourbés, avec un groupe à feuilles sub-ovales festonnées et un groupe à feuilles rondes d'environ 5 cm de long. Fruit de piriforme à aplati, de 7 cm de diamètre, avec une courte pointe dure au sommet du fruit, maturité octobre. Les loges carpellaires sont sphériques ou ovales avec un jus amer très acide. Selon les sources le flavedo est soit dépourvu de glandes à huile (description incohérente avec les publications académiques) soit à l'opposé riche d'une huile essentielle prometteuse, caractérisée par le β-myrcène, le linalol et ses oxydes. 

### Huile essentielle
Les travaux de Cuihua Liu, Dong Jiang et al. montrent une huile essentielle singulière et intéressante, démarquée et proche des Tachibana, avec un fort potentiel de développement. Le laboratoire de biologie horticole de Huazhong (Wuhan) travaille cette huile essentielle : 94 composants sont actuellement identifiés (2020) avec une forte hétérogénéité selon le stade de maturité du fruit. Elle présente un maximum de composants à 105 jours après l'anthèse. Le D-limonène et le β-myrcène (principaux monoterpènes) connaissent alors leur optimum, par la suite les sesquiterpénoïdes prennent le relai. 
Cuihua Liu avec Haipeng Zhang et al. montre aussi (2019) que le gout de divers pamplemousses (C. maxima) est amélioré quand ils sont pollinisés avec du pollen de C. mangshanensis (MS); la xénie engendre une augmentation significative dans le jus des oxydes cis - et trans -linalol.

## Effet de xénie du pollen deC. mangshanensis
Une équipe chinoise (2019) a observé que le pollen de C. mangshanensis affecte les sacs de jus de pomelo rouge Huanong pollinisé par ce dernier entrainant une augmentation du gout. Le gène du cytochrome P450 78A7 ( CitLO 1) est alors significativement régulé à la hausse rapport à celui du fruit librement pollinisé.